# Zweckverband Wasserversorgung Hohenberggruppe
Der Zweckverband Wasserversorgung Hohenberggruppe (ZV-HBG) mit Sitz in Meßstetten im Zollernalbkreis in Baden-Württemberg ist ein regionaler Wasserversorger. Der Zweckverband hat die Aufgabe, die Trinkwasserversorgung der Bevölkerung auf dem Heuberg zu gewährleisten.

## Geschichte
Bereits 1886 wurde die Heubergwasserversorgungsgruppe links der Donau zur Sicherstellung der Trinkwasserversorgung zahlreicher Gemeinden gegründet. Die ehemalige Hammermühle im Bäratal war die zentrale Pumpstation des neugegründeten Wasserverbandes, wobei die Wasserförderung auf die Albhochfläche noch ausschließlich mit wasserkraftbetriebenen Pumpen erfolgte.
Engpässe in der Eigenwasserversorgung zwangen 1954 weitere Gemeinden, den Zweckverband Wasserversorgung Hohenberggruppe zur Sicherstellung der öffentlichen Trinkwasserversorgung zu bilden. Dies geschah am 9. September 1954 im Gasthaus Harmonie in Geislingen. Zu diesem Zeitpunkt waren es folgende Gründungsmitglieder:
- Landkreis Balingen: die Gemeinde Dormettingen, Dotternhausen, Lautlingen, Margrethausen, Roßwangen, Schömberg, Weilen unter den Rinnen und Weilstetten
- Landkreis Rottweil: die Gemeinde Schörzingen
- Landkreis Tuttlingen: die Gemeinden Böttingen, Deilingen, Denkingen, Gosheim, Spaichingen und Wehingen
- die Wasserversorgungsgruppe des Kleinen Heubergs
- die Heubergwasserversorgung links der Donau

Im Laufe der Zeit traten weitere Gemeinden dem Zweckverband bei, so dass der Hohenberggruppe heute 28 Mitglieder angehören, davon 26 Städte und Gemeinden, ein Zweckverband und eine GmbH.
Durch die zunehmende Industrialisierung und dem Anschluss weiterer Mitglieder stieg der Wasserbedarf nochmals an. In einer 3. Ausbaustufe wurde ab 1973 das Wasserwerk Neidinger Mühle im Donautal erschlossen. Mit dieser Baumaßnahme konnte die Versorgungssituation im Bereich Stetten a.k.M. und Meßstetten wesentlich verbessert werden.
Am 16. Januar 1979 erfolgte dann in Schömberg der Zusammenschluss der beiden Zweckverbände Hohenberggruppe und Heubergwasserversorgung links der Donau.
Im Donautal wurde die Quelle des Großschmiedebrunnens mit einer Mindestschüttung von 200 l/s nutzbar gemacht. Zusammen mit den Quellen im Bäratal konnte der Wasserbedarf aller Gruppenmitglieder dadurch wieder gedeckt werden.
2013 wurde beim Wasserwerk Hammer ein neues Betriebsgebäude errichtet.
2020 wurde ein neues Wasserwerk in Beuron-Langenbrunn gebaut.

## Wasserversorgung
Der Zweckverband Wasserversorgung Hohenberggruppe beliefert 28 Städte/Gemeinden und den Zweckverband Kleiner Heuberg mit Trinkwasser.
Die Struktur gliedert sich in zwei unterschiedliche Versorgungsstufen. Die sogenannten B-Mitglieder werden zu 100 % versorgt, die A-Mitglieder werden nur bei Bedarf oder nur in Ortsteilen versorgt (Eigenwasservorkommen).
Insgesamt ist eine Bezugsquote von 262,5 l/s festgeschrieben.
Die größten Bezugsquoten haben:
| Stadt Meßstetten:             | 43,6 l/s |
| Stadt Spaichingen:            | 27,0 l/s |
| Gemeinde Stetten a.k.M.:      | 26,8 l/s |
| Zweckverband Kleiner Heuberg: | 26,6 l/s |
| Stadt Albstadt:vormals        | 23,5 l/s |
| Gemeinde Wehingen:            | 14,6 l/s |

## Planungen
Albstadt soll nicht mehr von der Hohenberggruppe beliefert werden. Nach der Abschaltung der Neidinger Mühle ist eine neue Leitung vom Wasserwerk Ehestetten von Ebingen nach Meßstetten angedacht, welche eine ausreichende Löschwasserversorgung sicherstellt. Auch beim Ausfall aller Brunnen der Hohenberggruppe ist dann eine vollständige Versorgung möglich.
Ein neues Wasserwerk wird in Beuron gebaut. Um im Falle der Verschmutzung die Versorgung sicherzustellen, wird an die Leitungen der Bodensee-Wasserversorgung beim Sonthof in Rottweil-Zepfenhahn angeschlossen.

## Daten und Fakten
| Quellen/ Brunnen: | Großschmiedebrunnen, Beuron, Hasenquelle, Galgenquelle, Kohlwaldquellen und Ensisheimer Quelle             |
| Aufbereitung:     | Trinkwasser                                                                                                |
| Wasserwerk:       | Beuron Langenbrunn: Sandfilter+Enthärtung+Aktivkohle (im Bau)                                              |
| Wasserwerk:       | Hammer Sandfilter+ Aktivkohle (220 l/s), ehemaliges Wasserwerk Neidinger Mühle: Sandfilter (früher 70 l/s) |
| Förderung:        | Höhenunterschied ca. 290 m                                                                                 |
| Rohrnetz:         | ca. 260 km                                                                                                 |
| Anlagen:          | 27 Behälter, 6 Quellen/Brunnen, 7 Druckregler, 2 Wasserwerke                                               |